# Про людей і богів (фільм)
«Про людей і богів» (фр. Des hommes et des dieux) — французький художній фільм режисера Ксав'є Бовуа, що вийшов на екрани у 2010.
Триразовий лауреат премії «Сезар» у номінаціях «Найкращий фільм», «Найкраща чоловіча роль другого плану» (Майкл Лонсдейл) і «Найкраща операторська робота» (Кароліна Шампетьє).
Фільм заснований на реальних подіях, що відбулися в Алжирі 26-27 березня 1996 році із вбивством ченців із траппістського монастиря в Тібіріне.

## Зміст
Монастир, розташований в алжирських горах, 1990-і рр. Вісім французьких ченців-християн живуть у мирі та злагоді зі своїми мусульманськими братами. Але поступово в регіоні поширюється насильство та терор. Незважаючи на щораз більшу небезпеку, ченці хочуть залишитися в монастирі, чого б їм це не коштувало, і їхня рішучість міцніє щодня.

## Ролі
| Актор           | Роль     |
| --------------- | -------- |
| Ламбер Вільсон  | Крістіан |
| Майкл Лонсдейл  | Люк      |
| Олів'є Рабурден | Крістоф  |
| Філіп Лауденбах | Селестен |
| Жак Ерлен       | Амеде    |
| Лоїк Пішон      | Жан-П'єр |
| Ксав'є Малі     | Мішель   |
| Жан-Марі Френ   | Поль     |
| Сабріна Уазані  | Раббі    |

## Знімальна група
- Режисер — Ксав'є Бовуа
- Сценарист — Етьєн Комар, Ксав'є Бовуа
- Продюсер — Паскаль Кочето, Етьєн Комар, Жан-Давид Лефевр